# Isaac Leib Peretz
Isaac Leib Peretz ( polaco : Icchok Lejbusz Perec , yiddish : יצחק־לייבוש פרץ ) (18 de mayo de 1852-3 de abril de 1915), también escrito a veces como Yitskhok Leybush Peretz, fue un escritor y dramaturgo judío polaco que escribía en yiddish.
Payson R. Stevens, Charles M. Levine y Sol Steinmetz lo cuentan con Méndele Móijer Sfórim y Sholem Aleichem como uno de los tres grandes escritores clásicos en yiddish. Sol Liptzín escribió: "Yitzkhok Leibush Peretz fue el gran despertador de los judíos de habla yiddish y Sholom Aleijem su consolador.... Peretz despertó en sus lectores la voluntad de autoemancipación, la voluntad de resistencia contra las muchas humillaciones a las que estaban siendo sometidos ."

## Biografía

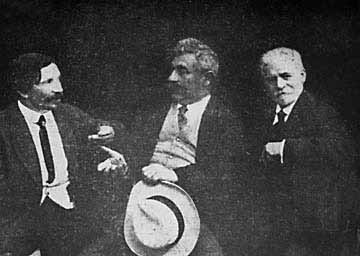
Izquierda a derecha, Sholem Aleichem, Peretz, y Jacob Dinezon

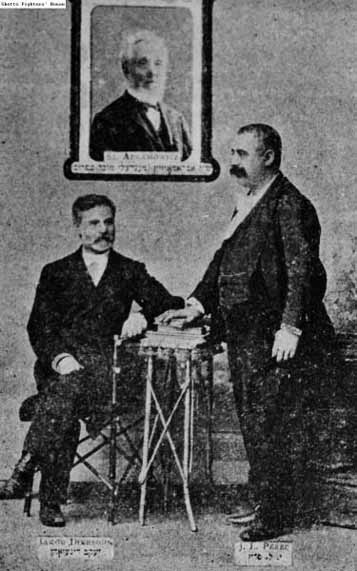
Dinezon y Peretz

Nacido en Zamość , en la Gobernación de Lublin , Congreso de Polonia , una ciudad conocida como un importante centro de la Haskalah , o ilustración judía, Peretz se crio allí en un hogar judío ortodoxo . Su padre, Yude, era comerciante y su madre, Rivke, también ayudaba a administrar la tienda de la familia; Peretz fue el mayor de tres hermanos que sobrevivieron hasta la edad adulta. En su mayoría enseñado por tutores privados, recibió una educación judía tradicional en hebreo y textos rabínicos , y por un corto tiempo, alrededor de la edad de 13 años, estudió en yeshivot en Zamość y la cercana ciudad de Szczebrzeszyn . También tuvo tutores de ruso, polaco y alemán. Al obtener acceso a una biblioteca privada, leyó con avidez libros seculares en polaco, ruso y alemán, así como en francés, que había aprendido por su cuenta. En un momento él esperaba estudiar en un gimnasio secular, o en la escuela rabínica teológicamente liberal en Zhytomyr , pero su madre se opuso a tales planes. Cuando tenía alrededor de 18 años, sus padres arreglaron su matrimonio con Sarah, la hija del autor hebreo Gabriel Judah Lichtenfeld, a quien Liptzin describe como un "poeta y filósofo menor".
Durante los años siguientes, Peretz se embarcó en varias empresas comerciales en la región, incluido un intento fallido de ganarse la vida destilando whisky . Su matrimonio con Sarah terminó en divorcio después de cinco años; tuvieron un hijo juntos, Lucian, nacido alrededor de 1874. En 1876-1877 vivió en Varsovia, donde trabajó como tutor de hebreo, antes de regresar a Zamość. Para entonces ya había comenzado a escribir poesía hebrea ; en 1877, junto con su ex suegro Lichtenfeld, publicó su primer libro de poesía hebrea. 
En 1878, Peretz se casó con Helena Ringelheim, hija de un comerciante acomodado. Casi al mismo tiempo, se preparó y aprobó el examen de abogado, y durante la próxima década ejerció con éxito como abogado privado en Zamość.
Alrededor de 1887-1888, las autoridades imperiales rusas revocaron la licencia de abogado de Peretz , que sospechaban que promovía ideas socialistas y nacionalistas polacas. Con eso perdió sus ingresos y su hogar, ya que no pudo encontrar otro empleo en la ciudad. Encontró trabajo temporal en 1890 como miembro de una expedición, patrocinada por el filántropo Jan Bloch , para realizar un estudio estadístico de los judíos polacos; sus experiencias visitando pequeños pueblos y aldeas de la provincia de Tomaszów en el sureste de Polonia se convirtieron en la base de sus bocetos ficticios Bilder fun a Provints-Rayze (Imágenes de un Viaje Provincial). Después de eso, Peretz se instaló permanentemente en Varsovia , donde, a partir de 1891, trabajó como encargado de registros en la pequeña burocracia de la comunidad judía de la ciudad. 
Su primera obra publicada en yiddish, la balada larga Monish , apareció en 1888, como su contribución a la antología histórica Di Yidishe Folksbibliotek (Biblioteca del Pueblo Judío), editada por Sholem Aleichem . La balada cuenta la historia de un joven asceta, Monish, que lucha sin éxito para resistir a la tentadora Lilith.
Peretz ayudó a otros escritores yiddish a publicar su trabajo, incluido su amigo de toda la vida Jacob Dinezon, Der Nister y Lamed Shapiro. También colaboró con ellos en múltiples antologías y publicaciones, como Di yontef bletlekh ( Páginas de vacaciones ), otra antología literaria yiddish de referencia en la que participó junto con sus colegas autores Jacob Dinezon , Mordecai Spector y David Pinski .
Alrededor de 1907, Peretz inició un grupo dramático yiddish dentro de la recientemente fundada Hazomir ( El ruiseñor ), una asociación para la música y la literatura judías, que se convirtió en un animado centro cultural de la Varsovia yiddish anterior a la Primera Guerra Mundial. 
Hacia el final de su vida, cuando los refugiados llegaban a Varsovia desde la zona de guerra entre Rusia y Alemania, Peretz y su compañero autor Jacob Dinezon ayudaron a fundar un orfanato y a establecer escuelas para niños judíos desplazados.
Peretz murió en la ciudad de Varsovia, Congreso de Polonia, en 1915. Fue enterrado en el cementerio judío de la calle Okopowa con una gran multitud, unas 100.000 personas, que asistieron a la ceremonia de entierro.